# Julio César Cáceres
Julio César Cáceres López (San José de los Arroyos, 5 ottobre 1979) è un ex calciatore paraguaiano, di ruolo difensore.

## Palmarès

### Club

#### Competizioni nazionali
- Campionato paraguaiano: 2

Olimpia: 1999, 2000
- Campionato argentino: 1

Boca Juniors: Apertura 2008

#### Competizioni internazionali
- Coppa Libertadores: 1

Olimpia: 2002
- Recopa Sudamericana: 2

Olimpia: 2003
Boca Juniors: 2008

### Individuale
- Equipo Ideal de América: 1

2008